# Juliusz III
Juliusz III (łac. Iulius III, właśc. Giovanni Maria Ciocchi del Monte; ur. 10 września 1487 w Rzymie, zm. 23 marca 1555 tamże) – papież w okresie od 7 lutego 1550 do 23 marca 1555.

## Życiorys

### Wczesne życie
Był synem prawnika, Vincenza Ciocchi del Monte i jego żony, Cristofory Saracini. Został wychowany przez swojego wuja, Antonio Maria Ciocchi del Monte i od niego także otrzymał wykształcenie. Jan Maria został szambelanem papieża Juliusza II. W 1513 mianowany został arcybiskupem Siponto, którym pozostał do 1544. Pełnił funkcję wicelegata i gubernatora w Perugii 1513–1517. W latach 1521–1530 i ponownie od 1544 był biskupem Pawii. W 1527 był jednym z zakładników wziętych do niewoli przez wojska cesarskie podczas sacco di Roma. Po uwolnieniu, był kolejno gubernatorem w Rzymie (1529–1532) i Bolonii (1534 do sierpnia 1536). Od sierpnia do grudnia 1536 był audytorem Kamery Apostolskiej.
22 grudnia 1536 został kreowany kardynałem prezbiterem, otrzymując kolejno kościoły tytularne S. Vitale (1537) i S. Prassede (1542). Następnie był legatem w Parmie i Piacenzy (1537–1539) oraz w Romanii (1540–1542). W 1543 został promowany do rangi kardynała biskupa Palestriny. Przez krótki czas (1540–1541) był administratorem apostolskim diecezji Polignano.
Od 1542 należał do komisji przygotowującej sobór powszechny i w 1544 został mianowany jednym z trzech legatów na sobór, zwołany do Trydentu. 6 lutego 1545 otworzył obrady soboru trydenckiego. W marcu 1547 zrezygnował z przewodniczenia obradom soboru ze względu na zły stan zdrowia. W lipcu 1548 został legatem w Bolonii.

### Wybór na papieża
Podczas konklawe ukształtowały się silne podziały pomiędzy frakcjami procesarskimi i profrancuskimi. Z tego powodu obrady trwały aż dziesięć tygodni. Bardzo bliski elekcji był wówczas angielski kardynał, Reginald Pole, któremu ostatecznie zabrakło jednego głosu. Kompromis pomiędzy kardynałami z rodu Farnese a frakcją profrancuską doprowadził do wyboru kardynała del Monte.

### Pontyfikat
Wkrótce po objęciu Stolicy Piotrowej Juliusz postanowił reaktywować sobór trydencki (co zobowiązał się zrobić, składając kapitulacje wyborcze). Dokonał tego 14 listopada 1550, kiedy to wydał bullę ogłaszającą powrót soboru do Trydentu. Rozpoczął się on 1 maja 1551 i odbył kilka sesji, jednak król Francji Henryk II odmówił udziału jego kraju w soborze, co doprowadziło do sporu pomiędzy Walezjuszami a Habsburgami. Do konfliktu przyczyniło się także żądanie króla oddania Francji lenna papieskiego – Parmy, gdzie urzędował Ottavio Farnese, wnuk Pawła III. Interwencja zbrojna nie rozstrzygnęła tej kwestii, więc Juliusz został zmuszony oddać Parmę Francji i zawrzeć niekorzystny dla siebie pokój. Usiłował później doprowadzić do pokoju pomiędzy zwaśnionymi władcami, lecz jego nadgorliwa neutralność wzbudzała niechęć z obu stron.
W sprawach wewnętrznych nie wykazywał nadzwyczajnych inicjatyw, z wyjątkiem założenia rzymskiego Collegium Germanicum i reformy zakazującej kumulowaniu beneficjów hierarchom kościelnym. 21 lipca 1550 zatwierdził konstytucję Towarzystwa Jezusowego. Za jego pontyfikatu, doszło do krótkotrwałej obediencji Stolicy Apostolskiej w Anglii – w 1553 roku na tron wstąpiła Maria Katoliczka, a kardynał Pole został legatem papieskim z dużymi uprawnieniami. W listopadzie tego samego roku Pole przewodniczył synodowi, który uwolnił Anglię od schizmy.
Juliusz był mecenasem sztuki i nauki; praktykował nepotyzm. W 1555 roku wysłał do Polski pierwszego nuncjusza apostolskiego, Alojzego Lippomano. Zreformował Uniwersytet Rzymski, mianował Michała Anioła głównym architektem przy budowie nowej bazyliki św. Piotra. Ufundował kościół św. Andrzeja i luksusową Villa di Papa Giulia w Porta del Popolo, gdzie rezydował w ostatnich latach swojego życia.

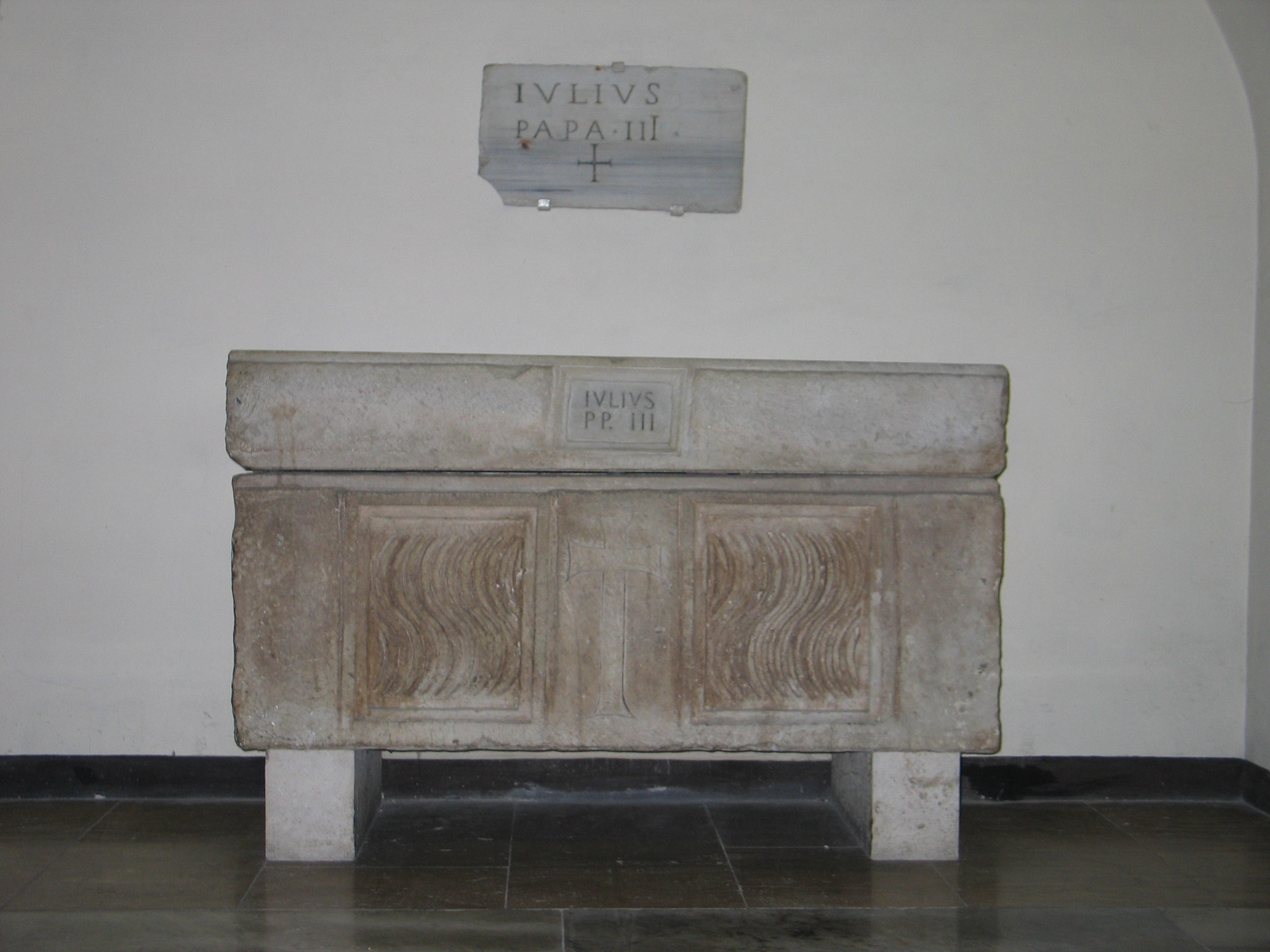
Grób Juliusza III w Grotach Watykańskich

Zmarł na podagrę. Został pochowany w Porta del Popolo.

## Życie prywatne
W czasach, gdy był kardynałem, del Monte spotkał w Parmie chłopca o imieniu Innocenzo, którego następnie adoptował i kreował kardynałem. Charakter relacji między Innocenzo a jego patronem, Juliuszem III, niemal od samego początku był przedmiotem kontrowersji. Zdaniem niektórych autorów, nadzwyczajna hojność Juliusza III dla mało uzdolnionego chłopca, która w krótkim czasie uczyniła go jednym z najbogatszych ludzi w Europie, świadczy, że była to relacja homoseksualna, a wniosek ten dodatkowo opierają na następujących świadectwach z epoki:
- ambasador wenecki Matteo Dandolo w liście do cesarza Karola V napisanym niedługo po mianowaniu Innocenzo kardynałem podał, że Juliusz III, będąc jeszcze kardynałem, zabierał go do swojej komnaty i do łóżka;
- współczesny autor Johannes Sleidanus podał, że Juliusz III i Innocenzo byli jak "Jupiter i Ganimedes", wprost nawiązując do homoseksualnego wątku z mitologii greckiej; podobnego porównania użył w jednym ze swych utworów poetyckich z 1558 roku Joachim du Bellay;
- zachowało się kilka paszkwili jeszcze sprzed wyboru kardynała Giovanniego del Monte na papieża, które wprost lub w dorozumiany sposób zarzucały mu uprawianie sodomii; Onofrio Panvinio (1531–1568), autor żywotów papieży, w żywocie Juliusza III podał, że ten przed wyborem na papieża był "uwikłany w miłość do chłopców" (puerorum amoribus implicitus)[5][7].

Konkluzja powyższa nie jest jednak podzielana przez wszystkich historyków. Ludwig von Pastor odrzucił zarzuty o niemoralność względem Juliusza III, jednak poza ogólnikową uwagą o powszechności rzucania tego rodzaju oskarżeń na przeciwników w dobie renesansu i reformacji i odwołaniem do opinii kilku wcześniejszych autorów, nie uzasadnił szerzej swego stanowiska. Francis Burkle-Young i Michael Leopoldo Doerer, autorzy biografii Innocenzo, doszli do wniosku, że Innocenzo i Juliusz III nie byli kochankami, podając następujące argumenty:
- Sleidanus był protestantem o radykalnie antypapieskim nastawieniu i nie był w ogóle obecny w Rzymie w omawianym okresie; jego świadectwa nie można traktować jako wiarygodnej relacji o prywatnym życiu Juliusza III i Innocenzo;
- fragment listu Matteo Dandolo o zabieraniu Innocenzo do łóżka przez przyszłego papieża jest błędnie interpretowany na skutek wyrwania go z kontekstu; analizując całość listu stwierdzili oni, że ambasador Wenecji bynajmniej nie sugerował homoseksualnego związku, wręcz przeciwnie, wskazywał jednoznacznie na quasi-ojcowskie uczucia Juliusza III względem chłopca; zdanie mówiące o zabieraniu do komnaty i łóżka zinterpretowali w ten sposób, że Innocenzo był sługą sprawującym opiekę i asystującym przy łóżku przyszłego papieża podczas jego częstych chorób;
- kardynał Giovanni Maria Ciocchi del Monte nigdy nie krył swego głębokiego przywiązania do chłopca, wręcz przeciwnie, doprowadził do jego oficjalnego adoptowania do rodziny Ciocchi del Monte; zdaniem Doerera i Burkle-Younga jest niezwykle mało prawdopodobne, że zdominowane już wówczas przez zwolenników reform Kolegium Kardynalskie mogłoby wybrać go na papieża, gdyby ta powszechnie znana relacja była rzeczywiście homoseksualna;
- wiadomo, że Juliusz III, jeszcze jako kardynał del Monte, cieszył się dużą popularnością wśród pospólstwa, szczególnie w regionach północnych Włoch (Bolonia, Parma, Piacenza); zdaniem Doerera i Burkle-Younga jest mało prawdopodobne, by darzyło ono takimi uczuciami człowieka mającego reputację pederasty.

Wspomniany wyżej list Matteo Dandolo wskazuje, że opinia publiczna w Rzymie uważała Innocenzo za nieślubnego syna Juliusza, a nie kochanka. Zdaniem Doerera i Burkle-Younga dowodzi to, że wśród współczesnych papieżowi bynajmniej nie było jednomyślności w kwestii domniemanych upodobań seksualnych Juliusza III i wielu (prawdopodobnie większość) przypisywało mu heteroseksualne skłonności. W związku z tym okazjonalnie formułowane w paszkwilach zarzuty o uprawianie sodomii, czy satyryczne porównania w utworach poetyckich du Bellaya, nie mają zbyt dużej wartości dowodowej. W konkluzji Doerer i Burkle-Young stwierdzili, że relacje między Juliuszem III a jego adoptowanym bratankiem przypominały raczej relacje dziadka z wnukiem.
Nawet historycy odrzucający tezę o homoseksualnym charakterze relacji Juliusza i Innocenzo przyznają jednak, że Juliusz III sam swą nadzwyczajną hojnością i pobłażliwością wobec chłopaka dał pretekst do formułowania tego rodzaju zarzutów. Niektórzy autorzy ograniczają się do zrelacjonowania kontrowersji wokół tych relacji, nie wypowiadając własnego stanowiska.

## Nominacje kardynalskie
Juliusz III mianował dwudziestu kardynałów na czterech konsystorzach.